# Липская пещера
Липская пещера (серб. Липска пећина) — карстовая пещера, расположенная недалеко от Цетине в Черногории. Протяжённость пещеры составляет около 2,5 километров ходов и залов, что делает её одной из крупнейших пещер Черногории. После завершения консервации, реставрации и оборудования туристических троп стала первой пещерой в Черногории, открытой для туристов.

## Пещера
Липская пещера — одна из крупнейших пещер Черногории. Это карстовая пещера протяженностью около 2,5 километров. Перепад высот между самой высокой и самой низкой точкой пещерной системы составляет более 300 м. К 2015 году всего 3512 м пещеры были исследованы и обследованы. Внутри пещеры протекает подземная река. Она начинается недалеко от деревни Липа и тянется сквозь горы к Адриатическому морю. Температура в пещере держится на уровне 8-12 °C.

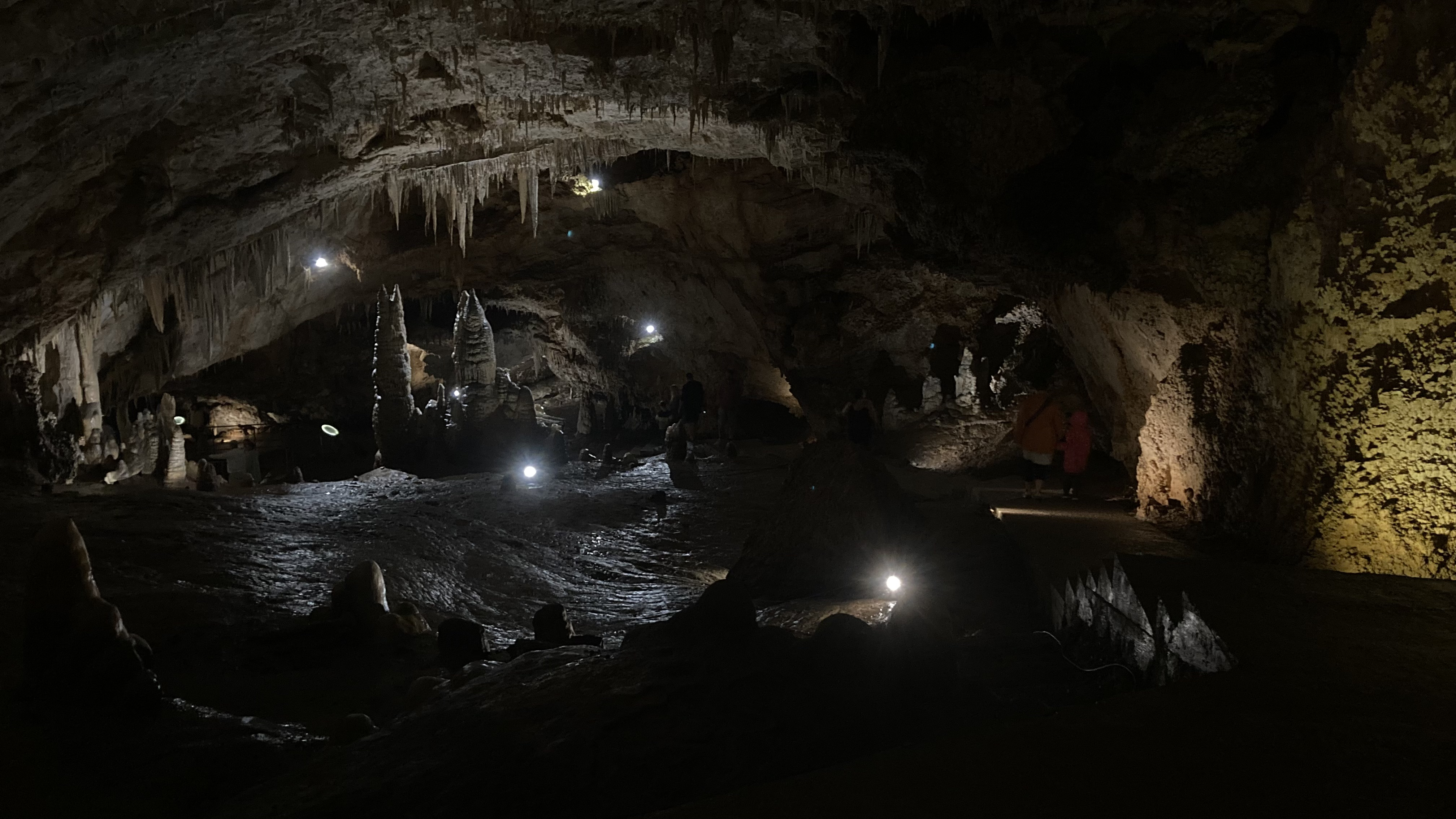
Внутренняя часть Липской пещеры недалеко от Цетине в Черногории.

Липская пещера — первая и единственная пещера в Черногории, доступная для группового посещения. Проект поддерживается за счет партнёрства между частным предприятием и муниципалитетом. На территории Цетине находится более 1000 спелеологических объектов, из которых наиболее значимыми являются Липская пещера, пещера Обод и Цетинская пещера. Из них в Липской пещере — самые длинные ходы и наибольшее количество сохранившихся пещерных образований. Большинство пещер в этом районе большую часть года покрыты снегом и льдом, что делает пещеру Липа наиболее удобной для исследования и туризма.
На 2015 год туристы могли посетить пещеру только совместно со предоставленным гидом или в рамках специального тура. На экскурсии гиды рассказывают о том, как удаётся сохранять и поддерживать пещеру в текущем состоянии и об истории открытия и исследования пещеры. До своего официального открытия 13 июля 2015 года пещера принимала посетителей всего дважды. На данный момент она — одна из главных достопримечательностей Черногории.

### Пещерные образования
Пещера богата пещерными образованиями — сталактитами, сталагмитами и сталагнатами (столбами) — многие из которых находятся близко друг к другу. Самые примечательные сталактиты получили своеобразные названия: «спагетти», «попкорн», «крокодил», «занавес» и другие. Самый большой сталагмит называется «Тотем».

## История
Исследование пещеры началось в XIX веке; более обширное исследование пещеры было проведено в конце XX века. Во время австрийской оккупации в начале XX века пещера имела стратегическое значение: австрийские солдаты расширили вход, чтобы получить доступ к питьевой воде. Историческое значение пещеры отмечают многие исследователи, посетившие её в прошлом, в том числе:
- Остин Генри Лейард — английский исследователь, посетивший пещеру в 1839 году[3] и оставивший первое письменное упоминание о ней[1].
- Вильгельм Эбель — немецкий учёный, посетивший Черногорию в 1841 году.
- Павел Ровинский — русский географ, этнограф и учёный, побывавший в пещере в 1887 г.
- Эдуард-Альфред Мартель — основатель современной спелеологии, посетил пещеру в 1894 г.

Петр II Петрович-Негош издал приказ об исследовании пещеры; но, поскольку он умер рано, исследования по его поручению провести не удалось. Тем не менее, одна из пещерных галерей названа в его честь. Король Никола, насколько известно, приглашал иностранных чиновников посетить пещеру, чтобы показать им её уникальные особенности.

## Расположение
Пещера расположена в Липе Добрской, небольшом поселении с видом на Добрско Село в муниципалитете Цетине. Вход в пещеру находится в 5 километрах от города Цетине. Выход из пещеры, в свою очередь находится примерно в 3 километрах от Цетине, на дороге Цетине — Подгорица, рядом со смотровой площадкой «Бельведер». Над пещерой есть парковка для автомобилей, с которой посетители могут пересесть на поезд до входа в пещеру.